# Улица Горького (Челябинск)
Улица Горького — расположена в Тракторозаводском районе города Челябинск. Названа в честь Максима Горького (Пешкова Алексея Максимовича), русского советского писателя, критика, публициста и общественного деятеля.

## История
Свое нынешнее имя улица получила в 1935 году. Максим Горький не был в городе, но его связывала переписка с южноуральцами. У Педагогического университета стоит памятник писателю.

## Расположение
Проходит в северо-западном направлении от проспекта Ленина до улицы Потёмкина в Тракторозаводском районе и далее до улицы Механическая в Калининском районе.
Учёт домов вопреки правилам, принятым с 1936 года, дома № 1 — 85а
Протяженность 3630 м.
Улица Горького начинается от проспекта Ленина на Комсомольской площади. Улица пересекает ул. Ловина, ул. Белостоцкого, ул. Савина, ул. Первой Пятилетки, ул. Салютная, ул. Крылова, ул. Правдухина, ул. Котина, ул. Карпенко, ул. Потёмкина, пр. Победы.
На улицу Горького выходят улицы Бажова, Лермонтова, Пятого декабря. В Калининском районе на улицу Горького выходят улицы Турбинная, Ферросплавная, пересекает ул. Шадринская, ул. Механическая.
На пересечение ул. Горького и пр. Ленина расположена Комсомольская площадь с памятником-монументом легендарному танку ИС-3.

## Примечательные здания
По нечётной стороне улицы Горького находится Муниципальное общеобразовательное учреждение школа № 18 г. Челябинска. Внешний облик здания впечатляет, одно из самых приметных в истории района, да и города. Напротив школы расположена Администрация Тракторозаводского района г. Челябинска.
Четный порядок улицы Горького от Ловина до Первой Пятилетки фасад Буровского городка, который вправе считаться одним из наиболее заметных памятников конструктивизма в жилом строительстве не только в Челябинске, но и в стране.
Южно-Уральский государственный технический колледж (д.15, Архитектор Егоров Борис Николаевич) — история колледжа началась 22 мая 1940 года — тогда приказом народного комиссара по строительству в городе Верхняя Салда Свердловской области при заводе металлоконструкций имени С.Орджоникидзе был образован строительный техникум.
В начале войны техникум вместе с заводом переехал в Челябинск. В 1945 году состоялся первый выпуск техников. В 1958 году техникум переименовали в Челябинский монтажный техникум. В 1991 году переименовали в колледж.
В настоящее время колледж объединил в себя три учебных заведения: сам монтажный колледж, машиностроительный техникум, политехнический техникум и называется Южно-Уральский государственный технический колледж.
Детская городская поликлиника № 1 была организована 11 февраля 1949 г. Первым главным врачом больницы была Бобровникова Анна Федоровна — заслуженный врач РСФСР. С 1960 г. по 1983 г. возглавляла объединенную больницу Патова Аделина Ивановна, под её руководством развивалась специализированная служба, открылось новое отделение — нефрологическое, в 1971 г. организован филиал поликлиники в п. Чурилово. Она была награждена орденом «Знак почета».
В настоящее время ДГБ № 1 является крупным многопрофильным лечебно-профилактическим учреждением города.
На базе ДГБ № 1 работает кафедра педиатрии ГОУ ДПО «Уральская государственная медицинская академия дополнительного образования Федерального агентства по здравоохранению и социальному развитию» возглавляемая член-корреспондент РАЕН, профессором Дулькиным Леонидом Александровичем.
Комплекс общежитий Челябинского тракторного завода был построен в 1951-52 годах по проекту архитектора Ф. Л. Серебровского совместно с архитектором К. Д. Евтеевым. В народе комплекс получил имя «Башня», по характерной башенке на углу зданий.
Челябинский колледж культуры (д. 54) является государственным образовательным учреждением среднего профессионального образования. В 1949 году в г. Сатка Челябинской обл. была открыта Областная культурно-просветительная школа. В 1952 г. школа была переведена в Челябинск и в 1964 году реорганизована в культурно-просветительное училище, которое в 1989 г. становится училищем культуры. В апреле 1994 г. училище преобразуется в Челябинский колледж культуры.